# Martin Pierre Marsick

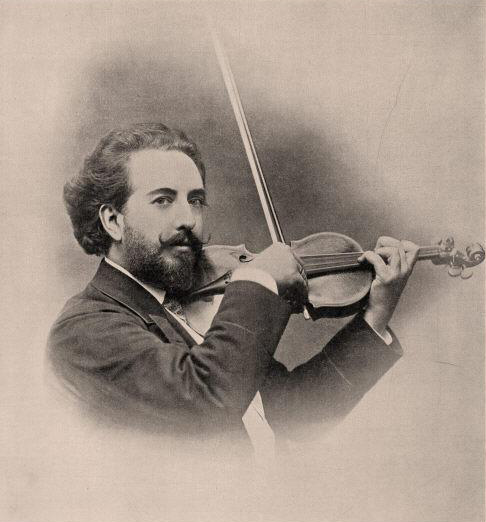

Martin Pierre Joseph Marsick (n. 9 martie 1847, Jupille-sur-Meuse – d. 21 octombrie 1924, Paris) a fost un violonist și profesor de vioară belgian.

## Studii
A studiat, de la vârsta de 7 ani, la Conservatorul Regal de Muzică din Liège, cu Désiré Heynberg. A absolvit în 1864 cu medalia de aur, apoi și-a a continuat studiile la Bruxelles (cu Hubert Léonard), iar apoi la Paris (cu Joseph Massart).

## Activitate
A fost membru al Societății Naționale de Muzică din Paris. A fondat un cvartet de coarde și a desfășurat și o activitate solistică, sub bagheta unor dirijori precum Charles Lamoureux, Jules Pasdeloup și Édouard Colonne, între 1875 și 1895. A efectuat numeroase turnee, în Europa și în Statele Unite ale Americii. Între anii 1892-1900 a fost profesor de vioară la Conservatorul din Paris, printre studenții săi fiind cei mai buni violoniști ai timpului: Carl Flesch, Jacques Thibaud și George Enescu. 
Marsick a cântat pe o vioară Antonio Stradivari din 1705, acum cunoscută sub numele Ex Marsick Stradivarius. Acest instrument a aparținut lui David Oistrah între 1966-1974.
A publicat mai multe serii de exerciții și o metodă de vioară, precum și câteva compoziții. Este unchiul lui Armand Marsick, un important violonist al secolului al XX-lea.